# Telemundo
Telemundo (pronúncia espanhola: [teleˈmundo] (escutarⓘ); anteriormente conhecida como NetSpan) é uma rede de televisão comercial aberta americana de língua espanhola, pertencente à Comcast através da NBCUniversal. É a segunda maior rede de televisão em espanhol do país, atrás da concorrente Univision, com programação distribuída mundialmente para mais de 100 países em mais de 35 idiomas.
O canal transmite programas e conteúdos originais voltados para o público latino-americano nos Estados Unidos e no mundo, consistindo em telenovelas, esportes, reality shows, noticiários e filmes — com áudio original ou dublados em espanhol. Além disso, a Telemundo opera a NBC Universo, um canal separado direcionado ao público jovem latino-americano; a Telemundo Digital Media, distribui os conteúdos originais da programação da rede, pelos meios de comunicação social, da Telemundo e NBC Universo; pela emissora de televisão aberta, WKAQ-TV em Porto Rico; e pela Telemundo Internacional, divisão de distribuição internacional da rede. Opera também na África, pela Telemundo Africa, um canal de televisão a cabo fundado em 2013 e transmitido em mais de 48 países na África subsariana, disponível em língua inglesa é  portuguesa.
A Telemundo está sediada em Miami, com um estúdio de produção no subúrbio de Beacon Lakes, e conta com 1,900 funcionários em todo o mundo. A maioria das produções da Telemundo é filmada em seu próprio estúdio — a Telemundo Center — onde 85% das telenovelas da rede foram filmadas durante 2011. As produções fictícias custam em média 70 mil dólares para ser produzidas.

## História
Originalmente lançada como NetSpan em 1984, a rede foi renomeada como Telemundo em 1987, depois que os proprietários da rede compraram a WKAQ-TV (Telemundo Canal 2), uma estação de televisão em San Juan, Porto Rico, com a marca Telemundo no ar. A WKAQ-TV foi fundada em 28 de março de 1954, por Ángel Ramos — proprietário do então principal jornal de Porto Rico, El Mundo, e da primeira estação de rádio porto-riquenha, a WKAQ. Ramos quis manter um perfil consistente para suas propriedades de mídia com base na palavra "mundo", e optou por nomear sua nova propriedade televisiva como "Telemundo". Em 14 de abril de 1983, Ramos vendeu a WKAQ-TV para a John Blair & Co.

### Lançamento como NetSpan (1984–1987)
Em 1984, os proprietários da WNJU em Linden, Nova Jérsei (servindo a área de Nova Iorque) e KSTS em San José, Califórnia, fundaram a NetSpan, a segunda rede de televisão de língua espanhola nos Estados Unidos, atrás apenas da Univision. Estas estações juntaram-se à KVEA em Los Angeles, dirigida pelo seu gerente-geral e co-proprietário Joe Wallach, em 1985. No ano seguinte, a Reliance Group Holdings, proprietária da KVEA, adquiriu a marca Telemundo quando comprou a John Blair & Co., que também era proprietária da WSCV, além da WKAQ-TV. No final de 1986, a Reliance também comprou a WNJU.
Em 1987, os executivos do Reliance Capital Group, Saul Steinberg e Henry Silverman, fundiram todas essas estações no Grupo Telemundo. A nova corporação rapidamente tornou-se pública e, em 1987, a Reliance decidiu renomear a NetSpan como Telemundo. No final daquele ano, a empresa adquiriu as estações em São Francisco, Houston (KTMD) e San Antonio (KVDA).

### Relançamento como Telemundo (1988–1997)
Entre 1988 e 1993, a Telemundo adquiriu ou afiliou-se a emissoras de televisão no Texas (KFWD, em Dallas e Fort Worth – atualmente filiada da SonLife), no Novo México (KTEL-CD, em Albuquerque), no Arizona (KHRR, em Tucson) e em Washington, D.C. (WZDC-CD). Em maio de 1992, a Telemundo passou por outra mudança de gerenciamento, nomeando o ex-presidente da Univision Joaquin Blaya — que se demitiu dessa rede depois de descobrir, em um aviso da Comissão Federal de Comunicações, que Jerry Perenchio compraria a rede da Hallmark Cards, e a Univision expandiria sua programação com programas da Televisa e da Venevision a níveis que o levaram a crer que haveria menos oportunidades para a adição de programas locais nas estações da Univision, a que se juntaram subsequentemente outros quatro executivos da Univision — para administrar a rede.
No ano seguinte, em 1993, a Telemundo passou por uma extensa rebranding, introduzindo a assinatura emoldurada com o logo "T", e uma campanha promocional usando o slogan "Arriba, Telemundo, Arriba". A rede também começou a produzir suas próprias telenovelas originais, entre elas, Angélica, mi vida, Marielena, Guadalupe, Señora tentación e Tres destinos. Algumas distribuidoras internacionais logo se aproximaram da rede para obter os direitos de sindicação para transmitir estes programas em outros países. Posteriormente, a Telemundo enfrentou um revés inicial quando a principal empresa mexicana, Televisa, comprou a produtora Capitalvision, que vinha produzindo as telenovelas em conjunto com a rede. A empresa matriz Telemundo Group passou por grandes desafios financeiros durante esse período, tendo apresentado um pedido de proteção falimentar no Capítulo 11 em 1994, devido a uma dívida de mais de 300 milhões dólares que a empresa devia a seus credores. Em uma tentativa para aumentar a sua audiência, e diminuir as críticas da National Hispanic Media Coalition, que criticou ambas as redes por não apresentarem conteúdo relatável aos latino-americanos, a Telemundo delineou uma nova estratégia para competir melhor contra a Univision. Em 1995, sob a direção do vice-presidente executivo de programação Harry Abraham Castillo, a Telemundo inaugurou na Costa Oeste, seu primeiro estúdio de produção. Situado no Raleigh Studios em Hollywood, a rede iniciou a produção de três progamas naquele ano: La Hora Lunática, um talk show apresentado por Mario Ramirez Reyes; El y Ella, um talk show focado em questões relacionadas ao gênero que foi criado e produzido por Gigi Graciette e Dando y Dando.

## Logotipos

De 1999-7 de dezembro de 2012
De 8 de dezembro de 2012-3 de abril de 2018
Atual, utilizado desde 4 de abril de 2018

## Controvérsias

### SAG-AFTRA
Em 9 de fevereiro de 2016, a NBC Universal, empresa matriz da Telemundo, enfrentou reivindicações da SAG-AFTRA de operar sob um padrão duplo entre seus atores hispânicos e norte-americanos na NBC e Telemundo. Em sua resposta, a rede divulgou uma declaração afirmando que eles estão "comprometidos em fazer da Telemundo um ótimo ambiente de trabalho para seus funcionários e continuarão a investir neles para garantir que seus salários e condições de trabalho sejam competitivos com o resto da indústria de radiodifusão, de acordo com o tamanho do mercado e as receitas da estação".

## Prêmios e indicações
| Ano  | Prêmio             | Categoria                                                                          | Resulto |
| ---- | ------------------ | ---------------------------------------------------------------------------------- | ------- |
| 2012 | Miami Life Awards  |                                                                                    |         |
| 2012 | Miami Life Awards  | Melhor canal de TV do ano                                                          | Venceu  |
| 2013 | Miami Life Awards  |                                                                                    |         |
| 2013 | Miami Life Awards  | Melhor canal de TV do ano                                                          | Venceu  |
| 2014 | Miami Life Awards  |                                                                                    |         |
| 2014 | Miami Life Awards  | Melhor canal de TV do ano                                                          | Venceu  |
| 2014 | Emmy Internacional | Melhor programa no Horário Nobre em língua não-inglesa para El Señor de los Cielos | Venceu  |